# Sapromyza vicina
Sapromyza vicina är en tvåvingeart som beskrevs av Meijere 1907. Sapromyza vicina ingår i släktet Sapromyza och familjen lövflugor.
Artens utbredningsområde är Nederländerna. Inga underarter finns listade i Catalogue of Life.